# Eden Golan
Eden Golan (* 5. října 2003 Kfar Saba) je rusko-izraelská zpěvačka, která v roce 2024 reprezentovala Izrael na soutěži Eurovision Song Contest s písní „Hurricane“. Ve finále se umístila na celkovém 5. místě a na 2. místě podle diváckých hlasů.

## Eurovize 2024
Eden Golan byla vybrána jako izraelská reprezentantka do soutěže prostřednictvím izraelské vysílací společnosti v soutěži Rising Star. Zde vyhrála všechna kola, když si získala jak podporu poroty, tak divácké hlasy.
Původní název písně, se kterým se do soutěže chystala, byl „October Rain“. Píseň ale musela být přepsána, protože jej Evropská vysílací unie považovala za „příliš politickou“ a podle mnohých odkazovala na teroristický útok Hamásu ze 7. října 2023. Předělaná píseň dostala název „Hurricane“ a poprvé byla oficiálně zveřejněna 10. března 2024.
Eurovizi, která se konala ve švédském Malmö, provázela přísná bezpečnostní opatření kvůli aktivitám propalestinských demonstrantů. Izrael zároveň varoval před cestováním do místa konání soutěže a zařadil jej na třetí stupeň nebezpečí z obavy, že se teroristé zaměří na Izraelce, kteří Eurovizi navštíví. Bezpečnostní opatření izraelské delegace navíc prověřoval ředitel izraelské tajné služby Šin bet Ronen Bar, který doporučil, aby Eden Golan se svým týmem mimo soutěž a oficiální akce neopouštěli hotelový pokoj.

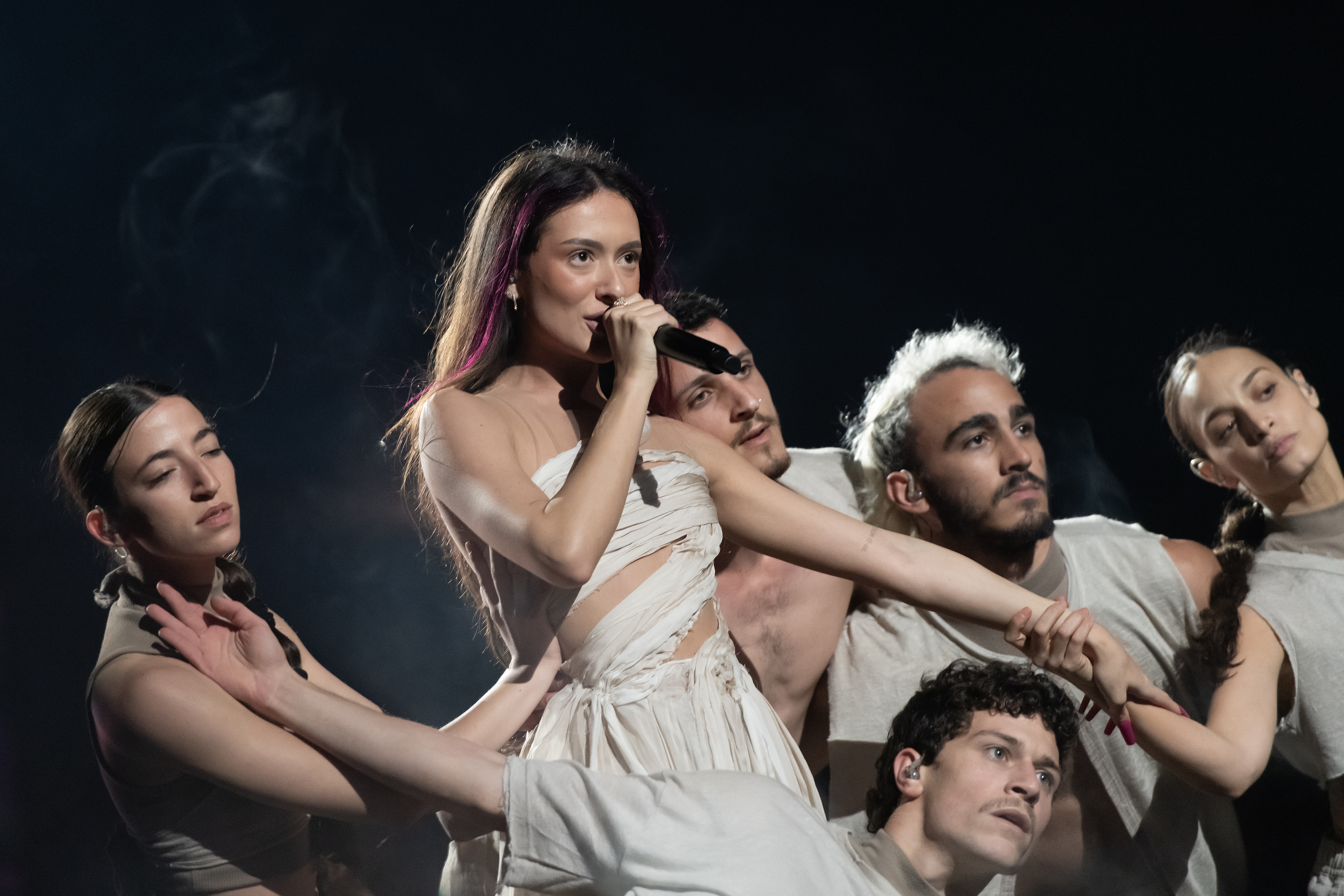
Finále Eurovize 2024

Eden Golan se po vyhraném semifinále dostala do finále, kde se umístila na celkovém 5. místě s 375 body. Většinu bodů získala od diváckých hlasů z různých zemí celé Evropy, podle kterých skončila na 2. místě s 323 body, těsně za Chorvatskem s 337 body.

## Diskografie

### Singly
- „Schastye“ (2015)
- „Ghost Town“ (2022)
- „Let Me Blow Ya Mind“ (2022)
- „Taxi“ (2023)
- „Dopamine“ (2023)
- „Hurricane“ (2024)
- „Older“ (2024)
- „Beautiful Horizon“ (2025)
- „Pieces“ (2025)
- „Wait for You“ (2025)
- „You & I“ (2025)